# Малковский, Себастьян
Себастьян Малковский (пол. Sebastian Małkowski; 2 марта 1987, Тчев) — польский футболист, вратарь.

## Биография
Начинал карьеру в клубе из своего родного города «Висла» и «Олимпии» из Штума, за которые выступал в четвёртом дивизионе Польши. В 2008 году заключил контракт с клубом высшей лиги «Лехия» (Гданьск). В клубе в основном выполнял роль игрока ротации. Наиболее активно выступал за команду в сезонах 2010/11 и 2011/12, сыграв 11 и 14 матчей соответственно. В это же время был вызван в сборную Польши, за которую сыграл 25 марта 2011 года в товарищеской игре против Литвы (0:2). Покинул «Лехию» в феврале 2014 года, после чего, около года выступал за клуб «Бытовия» в третьей и второй польских лигах. Зимой 2015 года подписал контракт с клубом «Завиша», но в высшей лиге больше не играл. Летом того же года переехал в Англию, где продолжил карьеру в любительских лигах.

## Достижения
«Уорксоп Таун»
- Победитель Северной Премьер-лиги (8-й дивизион): 2022/23